# Caloneurodea
Los caloneurodeos (Caloneurodea) son un orden extinto de insectos perteneciente a la infraclase Neoptera, que vivieron entre los períodos Carbonífero al Pérmico. Estos insectos tenían antenas largas con múltiples segmentos, patas con tarsos de cinco segmentos y dos pares de alas de forma y grosor similares, con un patrón de venas muy cóncavas y convexas. Ambos pares de alas eran rectas, con nervaciones sin ramificar y paralelas, sin fusionarse. En el par de alas traseras hubo una desaparición secundaria del área anal.Poseían patas alargadas y eran probablemente terrestres.

## Géneros de posición incierta
Existen dos géneros de ubicación incierta:
- Caloneurella † (incertae sedis)
- Pruvostiella † (incertae sedis)